# Lionel Zouma
Lionel Zouma (Lione, 10 settembre 1993) è un calciatore francese, difensore del Bourgoin-Jallieu.

## Biografia
Nato a Lione da genitori centrafricani, è fratello maggiore di Kurt Zouma, anche lui un calciatore, di ruolo difensore.

## Carriera

### Club
Ha giocato in Ligue 1 con il Sochaux.

### Nazionale
Il 25 maggio 2012 ha giocato nella nazionale Under-19 francese contro i pari età della Repubblica Ceca.